# Équipe cycliste Start
L'équipe cycliste Start (officiellement Start Cycling Team) est une équipe cycliste vénézuélienne, qui court avec une licence d'équipe continentale. Créée en 2010 en tant que club amateur, elle devient une équipe UCI en 2012. Elle est née en tant qu'équipe paraguayenne. En 2016, elle court avec une licence serbe, puis bolivienne entre 2017 et 2019. Elle cesse ses activités le 25 juillet 2022.

## Championnats nationaux
- Championnats de Cuba sur route : 1
  - Course en ligne : 2016 (José Mojica)
- Championnats du Paraguay sur route : 2
  - Contre-la-montre : 2013 et 2014 (Gustavo Miño)

## Classements UCI
L'équipe participe aux épreuves des circuits continentaux et en particulier de l'UCI America Tour. Les tableaux ci-dessous présentent les classements de l'équipe sur les différents circuits, ainsi que son meilleur coureur au classement individuel.
UCI Africa Tour
| UCI Africa Tour | UCI Africa Tour        | UCI Africa Tour                           | UCI Africa Tour |
| Année           | Classement par équipes | Meilleur coureur au classement individuel |                 |
| --------------- | ---------------------- | ----------------------------------------- | --------------- |
| 2012            | 15e                    | Mauricio Frazer (82e)                     |                 |
| 2013            | 14e                    | David van Eerd (110e)                     |                 |
| 2016            | 13e                    | Adhanom Zemekael (46e)                    |                 |
| 2017            | 7e                     | Yonatan Haile (19e)                       |                 |
| 2018            | 16e                    | Saymon Musie (91e)                        |                 |
|                 |                        |                                           |                 |
| Source : UCI    |                        |                                           |                 |

UCI America Tour
| UCI America Tour | UCI America Tour       | UCI America Tour                          | UCI America Tour |
| Année            | Classement par équipes | Meilleur coureur au classement individuel |                  |
| ---------------- | ---------------------- | ----------------------------------------- | ---------------- |
| 2012             | 45e                    | Ibon Zugasti (361e)                       |                  |
| 2013             | 22e                    | Darren Matthews (62e)                     |                  |
| 2014             | 46e                    | Ernesto Mora (407e)                       |                  |
| 2016             | 20e                    | José Mojica (88e)                         |                  |
| 2017             | 38e                    | Cristian Pita (108e)                      |                  |
| 2018             | 6e                     | Cristopher Mansilla (13e)                 |                  |
| 2019             | 20e                    | José Eduardo Autran (129e)                |                  |
| 2021             | 9e                     | José Luis Rodríguez Aguilar (43e)         |                  |
| 2022             | 23e                    | Ivo Weickert (201e)                       |                  |
|                  |                        |                                           |                  |
| Source : UCI     |                        |                                           |                  |

UCI Asia Tour
| UCI Asia Tour | UCI Asia Tour          | UCI Asia Tour                             | UCI Asia Tour |
| Année         | Classement par équipes | Meilleur coureur au classement individuel |               |
| ------------- | ---------------------- | ----------------------------------------- | ------------- |
| 2014          | 67e                    | Eugen Wacker (211e)                       |               |
| 2017          | 85e                    | Cristopher Mansilla (539e)                |               |
| 2018          | 100e                   | Saymon Musie (660e)                       |               |
|               |                        |                                           |               |
| Source : UCI  |                        |                                           |               |

UCI Europe Tour
| UCI Europe Tour | UCI Europe Tour        | UCI Europe Tour                           | UCI Europe Tour |
| Année           | Classement par équipes | Meilleur coureur au classement individuel |                 |
| --------------- | ---------------------- | ----------------------------------------- | --------------- |
| 2012            | 116e                   | Nicolae Tanovitchii (788e)                |                 |
| 2015            | 123e                   | Žolt Der (664e)                           |                 |
| 2016            | 106e                   | Dušan Kalaba (813e)                       |                 |
| 2017            | 133e                   | Orluis Aular (1535e)                      |                 |
|                 |                        |                                           |                 |
| Source : UCI    |                        |                                           |                 |

L'équipe est également classée au Classement mondial UCI qui prend en compte toutes les épreuves UCI et concerne toutes les équipes UCI.
| Classement mondial | Classement mondial     | Classement mondial                        | Classement mondial |
| Année              | Classement par équipes | Meilleur coureur au classement individuel |                    |
| ------------------ | ---------------------- | ----------------------------------------- | ------------------ |
| 2017               | -                      | Yonatan Haile (617e)                      |                    |
| 2018               | -                      | Cristopher Mansilla (533e)                |                    |
| 2019               | 175e                   | José Eduardo Autran (1036e)               |                    |
| 2021               | 89e                    | José Luis Rodríguez Aguilar (462e)        |                    |
| 2022               | 176e                   | Ivo Weickert (1455e)                      |                    |
|                    |                        |                                           |                    |
| Source : UCI       |                        |                                           |                    |

## Saisons précédentes

Portraits
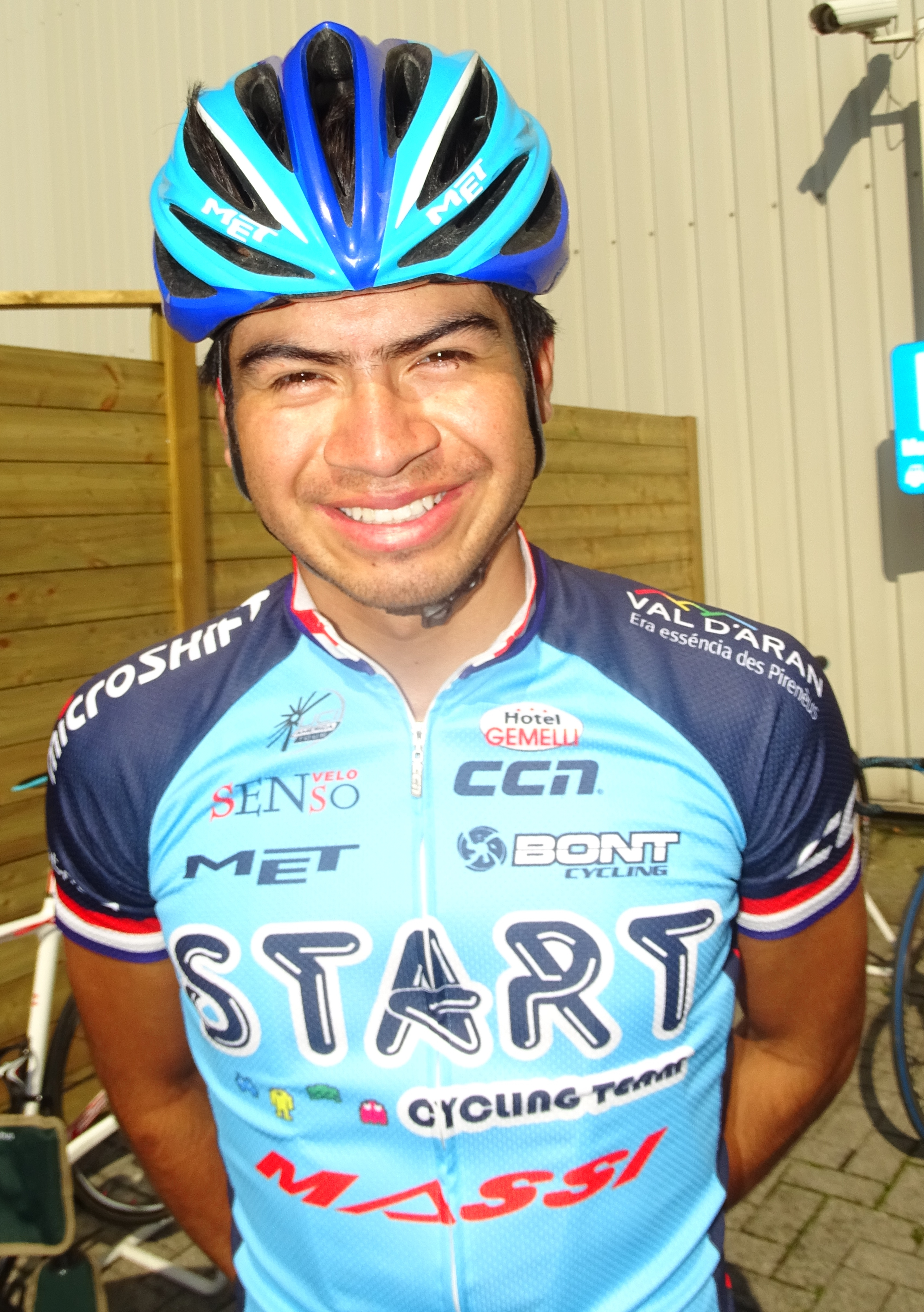
Daniel Quicibal
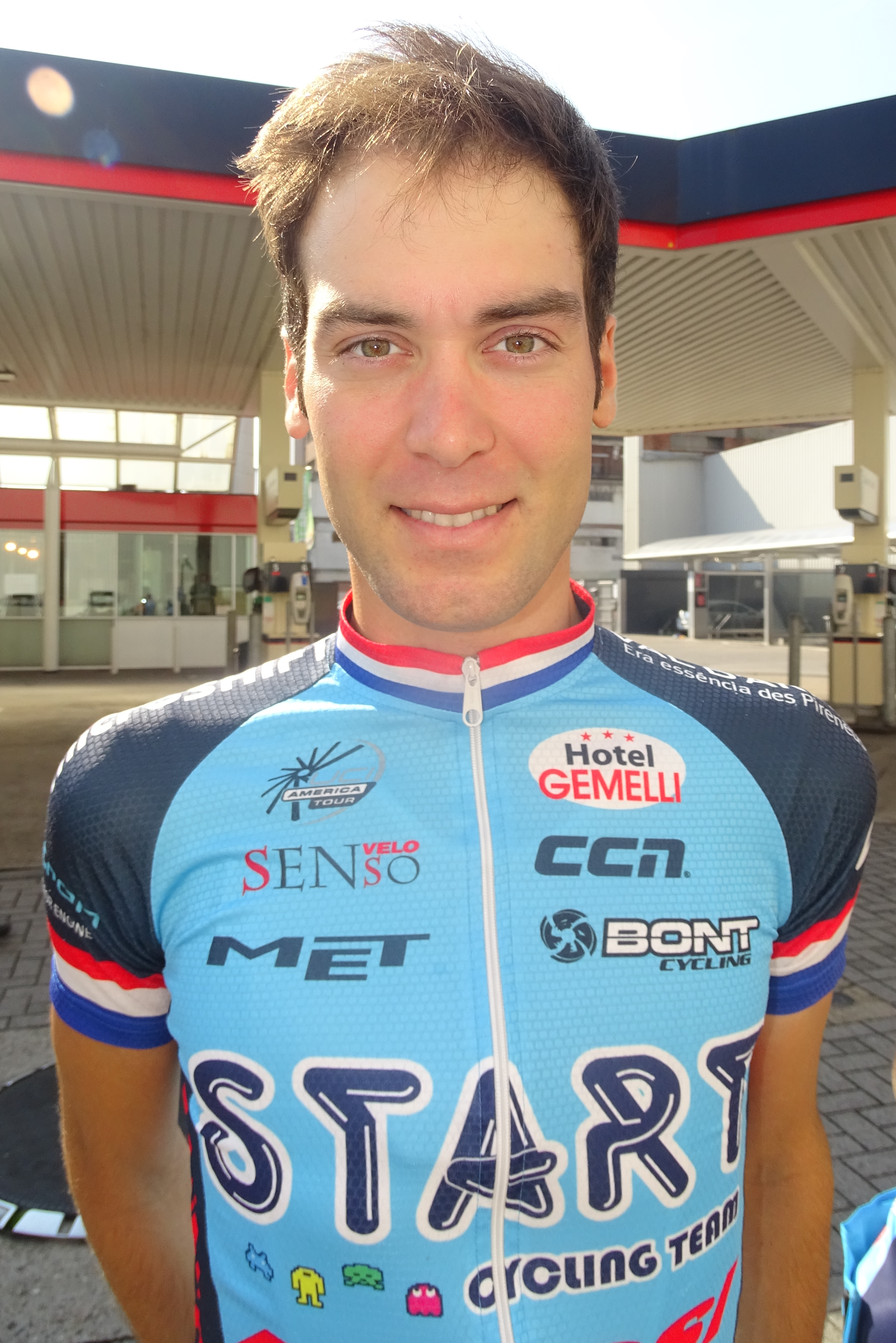
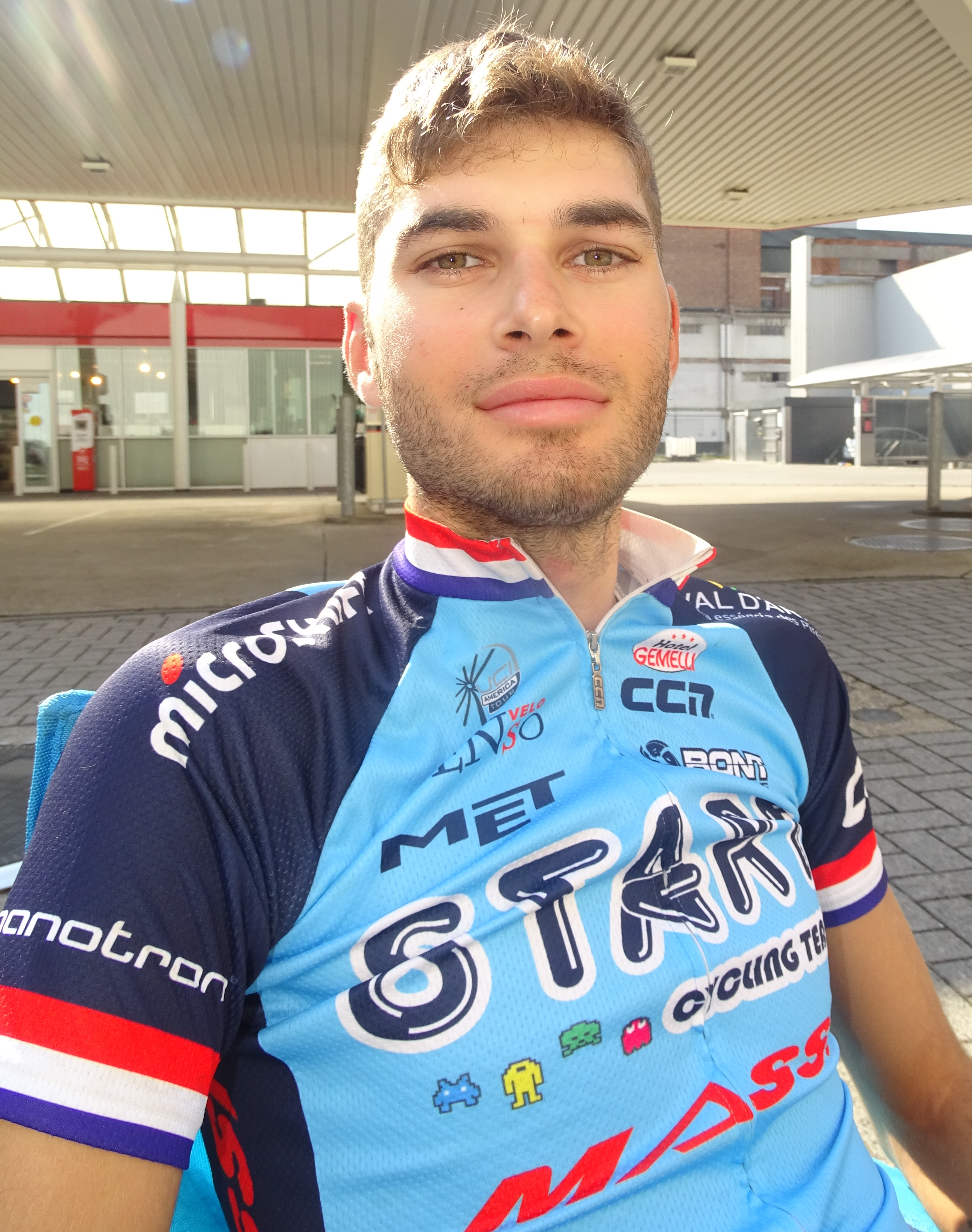
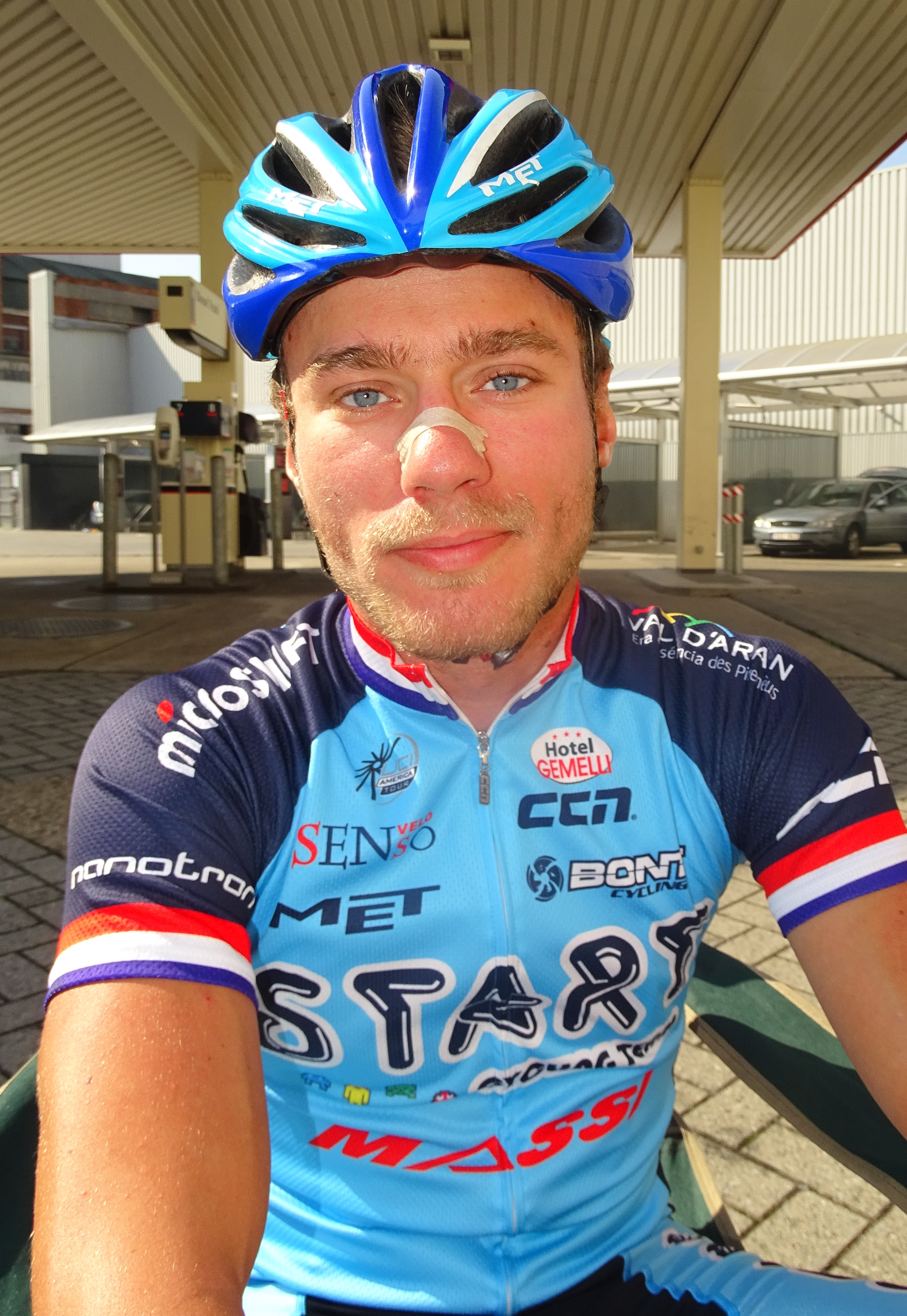
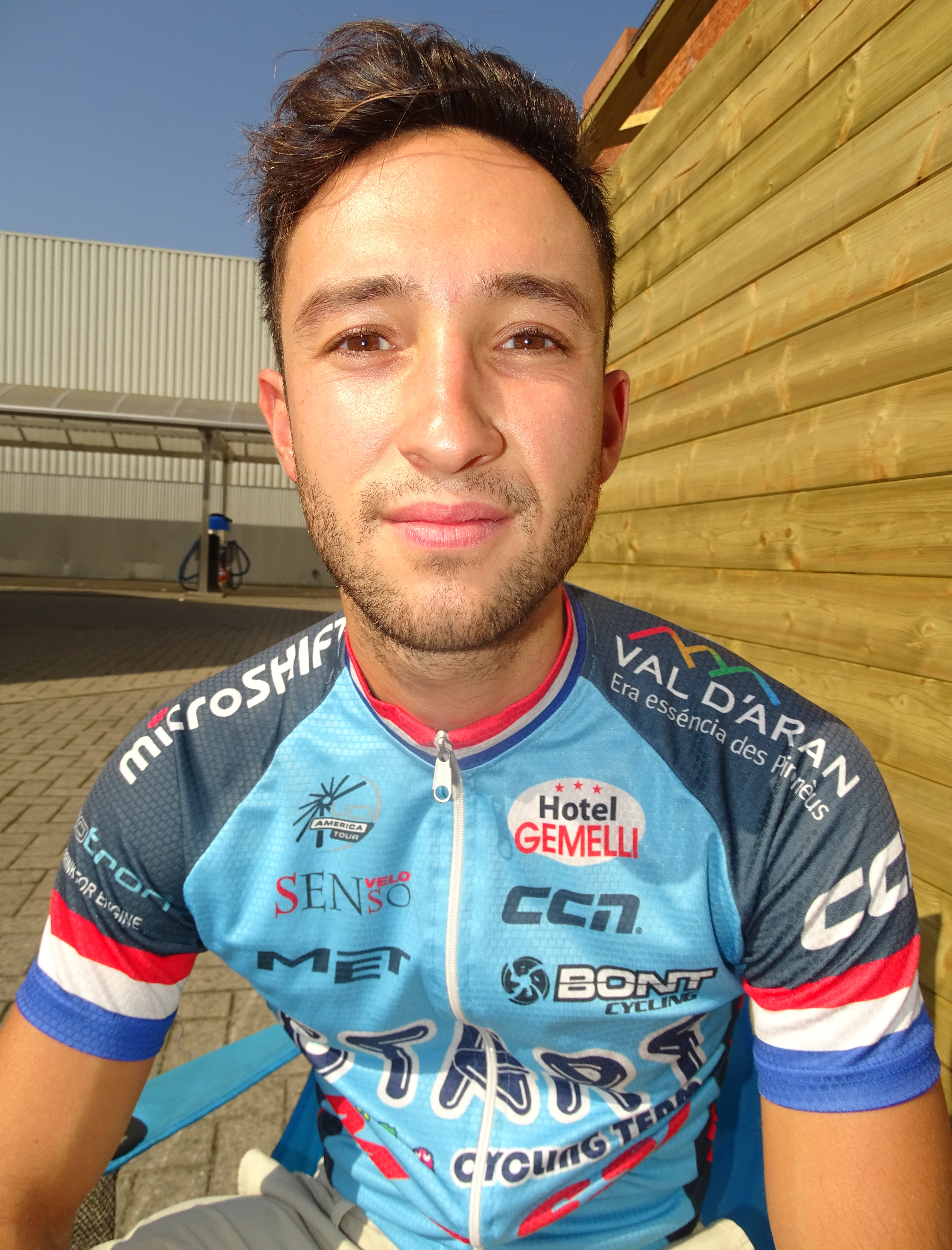
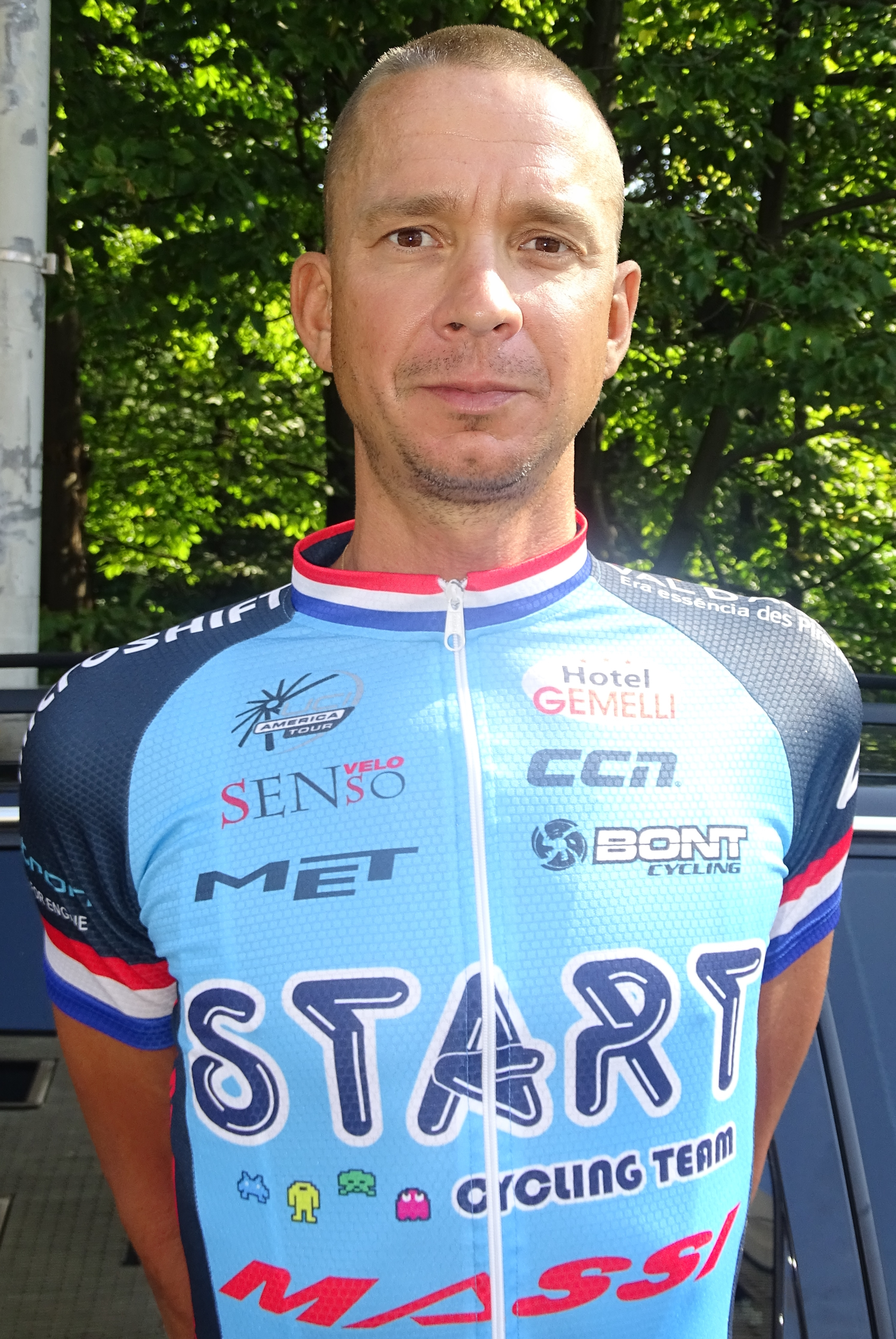

## Start Cycling Team en 2022
| Cycliste                 | Date de naissance | Nationalité | Équipe 2021        |  |
| ------------------------ | ----------------- | ----------- | ------------------ |  |
| Guillermo Andres Beltran | 23 octobre 1999   | Chili       |                    |  |
| Leomar Briceño           | 9 février 2003    | Venezuela   |                    |  |
| Albert Carrero           | 23 février 2002   | Venezuela   | Start Cycling Team |  |
| José Andrés Díaz         | 13 octobre 2000   | Venezuela   | Start Cycling Team |  |
| Gregory Guevara          | 24 mars 2000      | Venezuela   | Start Cycling Team |  |
| Cesar Macias             | 17 septembre 2003 | Mexique     |                    |  |
| Jorge Peyrot             | 25 octobre 2002   | Mexique     | Start Cycling Team |  |
| Yahir Quiroga            | 3 septembre 1992  | Venezuela   |                    |  |
| Nicolas Ignacio Vergara  | 17 août 1998      | Chili       | Start Cycling Team |  |
| Ivo Weickert             | 10 décembre 2001  | Uruguay     |                    |  |